# Dinmukhamed
Dinmukhamed hay Dinmukhamet (tiếng Kazakh: Дінмұхаммед) là tên riêng cho nam ở Kazakhstan, dạng ngắn hơn là Dimash. Nó có thể đề cập đến:

## Dinmukhamed
- Dinmukhamet Akhimov (sinh 1948), diễn viên Kazakhtan, được biết đến nhiều hơn với tên Dimash
- Dinmukhamed Kunayev (1912–1993), nhà chính trị Xô viết Kazakhtan

## Dimash
- Dimash Kudaibergen (sinh 1994), ca sĩ Kazakhtan